# Mechtild av Holstein
Mechtild av Holstein, (även Mechtilde, Mechthild, Mektild, Mathilde, Matilda), född 1220/1225, död 1288 i Kiel och begravd i Varnhems klosterkyrka i Västergötland, var en dansk drottning. Hon var dotter till greve Adolf IV av Holstein (död 1261) och Hedvig till Lippe (död 1246/1250)  Hon var också andra gemål till jarl Birger av Sverige.

## Biografi
Mechtild blev i sitt gifte 1237 med dåvarande danske prins Abel hertiginna av Schleswig (Sønderjylland), och efter Abels tronbestigning 1250 kröntes hon jämte denne i Roskilde 1 november 1250 till drottning av Danmark.
Efter Abels död 1252 måste Mechtild lämna kungariket och gick i kloster. Hon lyckades få sin förstfödde son Valdemar utlöst ur fångenskapen hos ärkebiskopen av Köln och kämpade ständigt för sina barns arvsrättigheter i hertigdömet Schleswig.
Mechtild anslöt sig till ärkebiskop Jacob Erlandsen i Lund och - brytandes de kloster- och kyskhetslöften hon avgivit - äktade 1261 Birger jarl i Sverige, för att även här söka stöd. Efter Birgers död 1266 uppehöll sig Mechtild i Kiel.
Mechtild lade grunden till det holsteinska inflytandet i Sønderjylland. 1260 pantsatte hon till sina bröder landet mellan Eider (Ejderen) och Schlei (Slien), och strax före sin död 1288 avstod hon detta land, vilket hon påstod sig ha ärvt efter sin äldste son. Från dansk sida var hon därför utsatt för mycket hat, och det påstods att hon, "den tyska kvinnan, en djävulens dotter", hade förstört de dyra åtkomstbrev som Valdemar Sejr hade fått av kejsaren och påven på länderna norr om Elbe.
Mechtild avled i Kiel 1288 men begravdes jämte Birger jarl och dennes son Erik Birgersson i det dåvarande cistercienserklostret i Varnhem, Västergötland. Mitokondriellt DNA från vad som tros vara hennes kvarlevor har testats, och hon tillhörde haplogrupp U5b1, som är mycket ovanlig i Sverige.

## Äktenskap och barn
Mechtild gifte sig första gången i Schleswig 25 april 1237 med den senare kung Abel av Danmark (1218–1252). Paret fick följande barn:
1. Valdemar I av Schleswig (omkring 1238–1257), hertig av Schleswig
2. Sofia Abelsdotter av Danmark (omkring 1240–1286/1290), gift med hertig Bernhard I av Anhalt-Bernburg (död 1286/1287)
3. Erik I av Schleswig (omkring 1242–1272), hertig av Schleswig
4. Abel av Schleswig (1252–1279), dansk hertig, regent av Schleswig

Mechtild gifte om sig 1261 med svenske riksföreståndaren Birger jarl (död 1266).

### Kommentar
Att Mechtild i sitt andra gifte med Birger jarl skulle ha blivit mor till något eller några av dennes barn måste avfärdas som en ren missuppfattning, alternativt alltför vilda spekulationer. Det finns inget som tyder på att jarl Birgers yngste son, den 1254 födde Bengt Birgersson (Bjälboätten), skulle ha haft någon annan mor än Ingeborg - Bengt nämns aldrig som illegitim, och han blev dessutom hertig av Finland 1284, något som talar för att han var född i ett legitimt äktenskap.
Ej heller finns någon substans i påståendet att jarl Birgers dotter Kristina skulle ha haft Mechtild till mor. Kristinas dotter Margareta gifte sig senast 1292 med riddaren Lidinvard Ödeson (Örnfot), vilket av kronologiska skäl talar för att Kristina snarare föddes under den tidsperiod då Mechtild ännu var gift med Abel [ÄSF 1:3, sida 315, Stockholm 1989]. Vidare är det känt att Kristina 1282 hade en dotter Elena, och denna Elena tros vara identisk med den Elena som den 13 februari 1284 fick påvligt tillstånd att ingå äktenskap med sin brylling, riddar Ulf Holmgersson (Ama) [ÄSF 1:2, sida 108, Stockholm 1965]. I äldre svensk litteratur anges Elena vara en av de tre döttrar som Mechtild skall ha fött jarl Birger [P.G. Berg; Anteckningar om svenska qvinnor, Stockholm 1864-1866], men dessa uppgifter saknar källvärde.

### Kuriosa
Kvinnlig huvudperson i det svenska skådespelet Birger Jarl.